# کریل، هلند
کریل (به هلندی: Creil) یک منطقهٔ مسکونی در هلند است که در نورداوست‌پلدر واقع شده‌است. کریل ۱٬۶۴۹ نفر جمعیت دارد و −۳ متر بالاتر از سطح دریا واقع شده‌است.